# Pseudotorymus rosarum
Pseudotorymus rosarum är en stekelart som först beskrevs av Zerova och Seregina 1992.  Pseudotorymus rosarum ingår i släktet Pseudotorymus och familjen gallglanssteklar. Inga underarter finns listade i Catalogue of Life.